# Visvaldis Melderis
Visvaldis Melderis, né le 19 janvier 1915, à Jelgava, en Lettonie et décédé le 14 juillet 1944, à Opotchka, en Russie, est un ancien joueur letton de basket-ball. 

## Palmarès
- Champion d'Europe 1935
- Finaliste du championnat d'Europe 1939